# Mary Higgins Clark
Mary Higgins Clark (Bronx, 24 de dezembro de 1927 — Naples, 31 de janeiro de 2020) foi uma escritora contemporânea norte-americana.

## Biografia
Mary Higgins Clark nasceu em Bronx, Nova Iorque. O pai morreu quando ela tinha dez anos, deixando a família numa situação económica difícil. Depois de terminar os estudos do ensino secundário, Mary tirou um curso de secretariado e trabalhou como secretária numa agência de publicidade durante três anos. Abandonou a agência para trabalhar como hospedeira do ar na Pan American Airlines, onde ficaria até ao seu casamento com um amigo de longa data, Warren Clark. Em 1956 começou a escrever contos para jornais e revistas e peças para a rádio. O primeiro livro que publicou foi uma biografia de George Washington, Aspire to the Heavens.
Warren viria a morrer em 1964, vítima de um ataque de coração. Mary ficou com cinco filhos a seu cargo. Foi então que decidiu dedicar-se à escrita. Todos os dias se levantava às 5 da manhã e escrevia até às 7, hora a que preparava os filhos para a escola.
O seu primeiro livro policial Where Are the Children?, publicado em 1975, tornou-se um best-seller. Mary decidiu continuar os estudos e inscreveu-se na Fordham University, onde, em 1979, se doutorou summa cum lauda em Filosofia. Foi distinguida com 16 doutoramentos honoris causa e recebeu numerosos prémios literários. Os seus livros estão traduzidos em várias línguas.
Em 1996, Mary casou com John J. Coheeney. No mesmo ano, lançou o Mary Higgins Clark Mystery Magazine. Até a sua morte residia em Saddle River, Nova Jérsei.
Clark morreu no dia 31 de janeiro de 2020, aos 92 anos.

## Obra literária
É autora de vários livros de vários géneros:
Ficção de Mary Higgins Clark
| Nº | Título em Português                                                                                              | Título original | Tradutor                                                                  | Ano  |
| -- | --- | --- | ------------------------------------------------------------------------- | ---- |
| 01 | Onde estão as crianças?                                                                                          | Where Are The Children?                                                                                            | Magali Gracindo de Sá                                                     | 1975 |
| 02 | A noite da raposa ou Alguém espia nas trevas                                                                     | A Stranger is Watching                                                                                             | Maria Tereza Pinto Pereira ou A. B. Pinheiro de Lemos                     | 1977 |
| 03 | A testemunha perdeu a memória, A clínica do terror, O berço da morte (Pt) ou Perigo no hospital                  | The Cradle Will Fall                                                                                               | Anabela Leitão Martins, Maria Teresa Pinto Pereira (Pt) ou José Sanz (Br) | 1980 |
| 04 | Um grito na noite                                                                                                | A Cry in the Night                                                                                                 | Eduardo Saló (Pt) ou Mariluce Pessoa (Br)                                 | 1982 |
| 05 | Vigilância mórbida(Pt) ou Um olhar na escuridão (Br)                                                             | Stillwatch | Maria Luisa Santos (Pt) ou Ana Maria Sampaio (Br)                         | 1984 |
| 06 | Não há morte nem mudança (Pt) ou Não chore mais (Br)                                                             | Weep No More, My Lady(Apresentando Alvirah e Willy Meehan, as suas únicas personagens a surgir em vários romances) | Maria Luísa Gonçalves dos Santos (Pt) ou Ganesha Editorial (Br)           | 1987 |
| 07 | Enquanto o meu amor dorme (Pt) ou Enquanto minha querida dorme (Br)                                              | While My Pretty One Sleeps                                                                                         | Mafalda Ferrari (Pt) ou Aulyde Soares Rodrigues (Br)                      | 1989 |
| 08 | A síndroma de Anastácia (Pt) ou O fantasma de Lady Margaret (Br) ou                                              | The Anastasia Syndrome and Other Stories                                                                           | Clarisse Tavares (Pt) ou Geni Hirata (Br)                                 | 1989 |
| 09 | | Voices in the Coal Bin(Conto apenas disponível em áudio)                                                           |                                                                           | 1990 |
| 10 | Gosta de música, gosta de dançar (Pt) ou Adoro música, adoro dançar(Br)                                          | Loves Music, Loves to Dance                                                                                        | Mafalda Ferrari (Pt) ou Geni Hirata (Br)                                  | 1991 |
| 11 | Uma volta pela cidade ou Todas as faces de Laurie                                                                | All Around the Town                                                                                                | Haroldo Netto                                                             | 1992 |
| 12 | Até breve! ou Vejo vocês em breve                                                                                | I'll Be Seeing You                                                                                                 | Elizabeth Muylaert                                                        | 1993 |
| 13 | | Death on the Cape and Other Stories                                                                                |                                                                           | 1993 |
| 14 | | Milk Run and Stowaway (Duas histórias. Like Voices in the Coal Bin, nunca publicada fora de antologias)            |                                                                           | 1993 |
| 15 | Lembra-te | Remember Me | Isabel Veríssimo                                                          | 1994 |
| 16 | | The Lottery Winner and Other Stories                                                                               |                                                                           | 1994 |
| 17 | O caso das rosas fatais ou O estranho caso das rosas vermelhas                                                   | Let Me Call You Sweetheart                                                                                         | Mauro Pinheiro ou Carlos Velho da Silva                                   | 1995 |
| 18 | Noite de paz (Pt) ou Noite feliz (Br)                                                                            | Silent Night | Adelina Antunes (Pt) ou Rolf Wyler (Br)                                   | 1995 |
| 19 | Finjam que não a vêem (Pt) ouFinja que não está vendo (Br)                                                       | Pretend You Don't See Her                                                                                          | Lídia Geer ou Haroldo Netto (Br)                                          | 1995 |
| 20 | O luar fica-te bem ou Revelação ao luar                                                                          | The Moonlight Becomes You                                                                                          | Aulyde Soares Rodrigues                                                   | 1996 |
| 21 | Crimes na alta roda (Pt) ou Crime passional : um casal de detetives desvenda os mistérios mais desafiadores (Br) | My Gal Sunday: Harry and Sunday Stories                                                                            | Isabel Veríssimo (Pt) ou Alyda Christina Sauer (br)                       | 1996 |
| 22 | És minha (Pt) ou Você me pertence (Br)                                                                           | You Belong to Me                                                                                                   | Adelaide Namorado Freire (Pt) ou Aulyde Soares Rodrigues (Br)             | 1998 |
| 23 | A noite inteira                                                                                                  | All Through The Night                                                                                              | Isabel Veríssimo (Pt)                                                     | 1998 |
| 24 | Voltaremos a encontrar-nos (Pt)                                                                                  | We'll Meet Again                                                                                                   | Isabel Veríssimo (Pt)                                                     | 1999 |
| 25 | Antes de dizer adeus (Pt) ou Antes que eu diga adeus (Br)                                                        | Before I Say Good-Bye                                                                                              | João Brito (Pt) ou Ganesha Consultoria Editorial (Br)                     | 2000 |
| 26 | Rapto na noite de natal (Pt) ou Noite feliz                                                                      | Deck the Halls (co-autoria com a filha Carol Higgins Clark)                                                        | Sandra Oliveira (Pt) ou Maria Cláudia de Oliveira (Br)                    | 2000 |
| 27 | | Mount Vernon Love Story                                                                                            |                                                                           | 2000 |
| 28 | A rua onde vivem (Pt) ou Na rua em você mora (Br)                                                                | On The Street Where You Live                                                                                       | José Luís Luna (Pt) ou Geni Hirata (Br)                                   | 2001 |
| 29 | Um presente de Natal                                                                                             | He Sees You When You're Sleeping (co-autoria com a filha Carol Higgins Clark)                                      | Cássia Zanon                                                              | 2001 |
| 30 | A menina do papá(Pt) ou A filhinha do papai                                                                      | Daddy's Little Girl                                                                                                | José Luís Luna (Pt) Domingos Demasi (Br)                                  | 2002 |
| 31 | | He Sees You When You're Sleeping (co-autoria com a filha Carol Higgins Clark)                                      |                                                                           | 2002 |
| 32 | A segunda vez (Pt)                                                                                               | The Second Time Around                                                                                             | Fátima Gaspar (Pt)                                                        | 2003 |
| 33 | A hora do mocho ou A noite é a minha hora (Br)                                                                   | Nighttime Is My Time,                                                                                              | Maria da Graça Caldeira (Pt) ou Flávia Rössler (Br)                       | 2004 |
| 34 | | The Christmas Thief (co-autoria com a filha Carol Higgins Clark)                                                   |                                                                           | 2004 |
| 35 | Lar doce lar (Pt e Br)                                                                                           | No Place Like Home                                                                                                 | Duarte Camacho (Pt) ou Jaime Bernardes (Br)                               | 2005 |
| 36 | As duas menininhas de azul                                                                                       | Two Little Girls in Blue                                                                                           | Haroldo Neto                                                              | 2006 |
| 37 | | Santa Cruise (co-autoria com a filha Carol Higgins Clark)                                                          |                                                                           | 2006 |
| 38 | Recordação perigosa (Pt) ou Ouvi essa música antes (Br)                                                          | I've Heard that Song Before                                                                                        | Ana Duarte (Pt) ou Débora Guimãraes Isidoro (Br)                          | 2007 |
| 39 | | Ghost Ship: A Cape Cod Story                                                                                       |                                                                           | 2007 |
| 40 | Onde estarás? (Pt) ou Por onde você anda? (Br)                                                                   | Where Are You Now?                                                                                                 | Lídia Geer (Pt) ou Carlos Alberto Bárbaro (Br)                            | 2008 |
| 41 | | Dashing Through the Snow (co-autora com a filha Carol Higgins Clark)                                               |                                                                           | 2008 |
| 42 | Do fundo do coração (Pt) ou Lembranças de outra vida (Br)                                                        | Just Take My Heart (co-autora com Carol Higgins Clark)                                                             | Ana Cunha Ribeiro (Pt) ou Ana Lúcia Moura (Br)                            | 2009 |
| 43 | A sombra do teu sorriso (Pt)                                                                                     | The Shadow of Your Smile                                                                                           | Ana Cunha Ribeiro (Pt)                                                    | 2010 |
| 44 | Eu sei que voltarás (Pt)                                                                                         | I'll Walk Alone | Ana Cunha Ribeiro                                                         | 2011 |
| 45 | | The Magical Christmas Horse (ilustrado por Wendell Minor)                                                          |                                                                           | 2011 |
| 46 | Os anos perdidos (Pt)                                                                                            | The Lost Years | Ana Cunha Ribeiro (Pt)                                                    | 2012 |
| 47 | Uma canção de embalar (Pt)                                                                                       | Daddy's Gone A Hunting                                                                                             | Ana Cunha Ribeiro (Pt)                                                    | 2013 |
| 48 | O azul dos teus olhos (Pt)                                                                                       | I've Got You Under My Skin                                                                                         | Ana Cunha Ribeiro                                                         | 2014 |
| 49 | O assassínio de Cinderela (Pt)                                                                                   | The Cinderella Murder (co-autoria com o escritor de best-sellers Alafair Burke)                                    | Ana Cunha Ribeiro (Pt)                                                    | 2014 |
| 50 | E a música continua (Pt)                                                                                         | The Melody Lingers On                                                                                              | Ana Cunha Ribeiro (Pt)                                                    | 2015 |
| 51 | Toda vestida de branco (Pt)                                                                                      | All Dressed in White (co-autoria com Alafair Burke)                                                                | Ana Cunha Ribeiro (Pt)                                                    | 2015 |
| 52 | A morte usa uma máscara de beleza... e outras histórias (Pt)                                                     | Death Wears a Beauty Mask and Other Stories                                                                        | Ana Cunha Ribeiro (Pt)                                                    | 2016 |
| 53 | Enquanto o tempo passa (Pt)                                                                                      | As Time Goes By | Ana Cunha Ribeiro (Pt)                                                    | 2016 |
| 54 | A bela adormecida assassina (Pt)                                                                                 | The Sleeping Beauty Killer (co-autoria com Alafair Burke)                                                          | Ana Cunha Ribeiro (Pt)                                                    | 2016 |
| 55 | Negro como o mar (Pt)                                                                                            | All By Myself, Alone                                                                                               | Ana Cunha Ribeiro (Pt)                                                    | 2017 |
| 56 | Até o último suspiro (Pt)                                                                                        | Every Breath You Take (co-autoria com Alafair Burke)                                                               | Ana Cunha Ribeiro (Pt)                                                    | 2017 |
| 57 | De olhos postos em ti (Pt)                                                                                       | I've Got My Eyes on You                                                                                            | Ana Cunha Ribeiro (Pt)                                                    | 2018 |
| 58 | Eu não sou tua (Pt)                                                                                              | You Don't Own Me (co-autoria com Alafair Burke)                                                                    | Ana Cunha Ribeiro (Pt)                                                    | 2018 |
| 59 | O último beijo (Pt)                                                                                              | Kiss the Girls and Make Them Cry                                                                                   | Ana Cunha Ribeiro (Pt)                                                    | 2019 |
| 60 | Um pedaço do meu coração (Pt)                                                                                    | Piece of My Heart (co-autoria com Alafair Burke)                                                                   |                                                                           | 2020 |

### Não ficção
- Aspire to the Heavens (mais tarde publicado como um romance histórico com o título Mount Vernon Love Story), 1960
- Mother (co-autoria com Amy Tan e Maya Angelou) , 1993
- Entre ontem e amanhã - Kitchen Privileges, A Memoir, trad. de Catarina Andrade, 2001 [3]

### Adaptações ao cinema
- A Stranger Is Watching, 1982 [6]
- Where Are The Children?, 1986 [7]
- We'll Meet Again, 2005

### Adaptações à televisão
- The Cradle Will Fall, 1983
- Stillwatch, 1987
- Weep No More, My Lady, 1992
- Double Vision, 1992
- A Cry in the Night (com representação de Carol Higgins Clark), 1992
- Terror Stalks the Class Reunion, 1992
- Remember Me (Mary Higgins Clark participa com a personagem Mary), 1995
- Let Me Call You Sweetheart, 1997
- While My Pretty One Sleeps (Mary Higgins Clark participa com a personagem Mary), 1997
- Moonlight Becomes You, 1998
- You Belong to Me, 2001
- Loves Music, Loves to Dance, 2001
- Pretend You Don't See Her, 2002
- Lucky Day, 2002
- Haven't We Meet Before? , 2002
- All Around The Town, 2002
- I'll Be Seeing You, 2004
- Before I Say Good-Bye, 2004
- Try to Remember, 2004
- The Cradle Will Fall, 2005
- A Crime of Passion, 2005

## Prémios
- Grand Prix de Literature Policier (França, 1980)
- Gold Medal of Honor, American-Irish Historical Society (1993)
- Spirit of Achievement Award, Albert Einstein College of Medicine of Yeshiva University (1994)
- Gold Medal in Education, National Arts Club (1994)
- Horatio Alger Award (1997)
- Deauville Film Festival Literary Award (França, 1998)
- Outstanding Mother of the Year (1998)
- Catholic Big Sisters Distinguished Service Award (1998)
- Bronx Legend Award (1999)
- Graymoor Award, Franciscan Friars (1999)
- Ellis Island Medal of Honor (2001)
- Passionists' Ethics in Literature Award (2002)
- Christopher Life Achievement Award (2003)

## Reconhecimento
Foi distinguida com vários Títulos:
- Dama da Ordem de St. Gregory, the Great
- Dama do Holy Sepulchre of Jerusalem
- Membro do Conselho de Administração da Fordham University (Aposentada Emeritus)
- Membro do Conselho de Administração do St. Peter's College (Aposentada)
- Presidente do Mystery Writers of America (1987)
- Secretária do International Crime Congress (1987)
- Grande Mestre Edgar Awards, Mystery Writers of America (2000) [1]
- Cavaleira da Order of Arts and Letters (França, 2000)
- Membro do Conselho de Administração do Providence College
- Membro do Conselho de Administração do Hackensack Hospital
- Membro do Conselho de Administração do Catholic Communal Fund